# Moise Kean
Moise Bioty Kean, ou somente Moise Kean (Vercelli, 28 de fevereiro de 2000), é um futebolista italiano que atua como atacante. Atualmente joga na Fiorentina.

## Carreira

### Juventus
Filho de imigrantes vindos da Costa do Marfim, Kean jogou nas divisões de base da Juventus até 2016, quando foi promovido ao elenco principal pelo técnico Massimiliano Allegri.
A estreia como profissional veio no jogo contra o Pescara, no dia 19 de novembro de 2016, onde a Velha Senhora entrou com uma escalação mista e venceu por 3 a 0. Kean entrou aos 39 minutos do segundo tempo, no lugar do experiente Mario Mandžukić, autor de um dos gols da vitória bianconeri. Ao entrar em campo, tornou-se o primeiro atleta nascido em 2000 a jogar uma partida do Campeonato Italiano, e meses depois, se tornou o primeiro atleta nascido em 2000 a fazer um gol no Campeonato Italiano, no jogo da Juventus contra o Bologna, no dia 27 de maio de 2017.
3 dias depois da sua estréia, no dia 22 de novembro de 2016, repetiu a dose, agora na fase de grupos da Liga dos Campeões, aos 16 anos, entrando no lugar de Miralem Pjanić aos 39 minutos do segundo tempo da partida contra o Sevilla, onde a Juve saiu com vitória por 3 a 1.

### Hellas Verona
No dia 31 de agosto de 2017, Kean foi emprestado ao Hellas Verona para a temporada 2017–18. Atuou em 20 jogos pelo clube, marcando 4 gols.

### Everton
No dia 4 de agosto de 2019 foi vendido ao Everton, que pagou 27,5 milhões de euros, mais 2,5 de variáveis. Kean assinou até 2024.

## Títulos
Juventus
- Campeonato Italiano: 2016–17, 2018–19
- Copa da Itália: 2016–17, 2023–24
- Supercopa da Itália: 2018

Paris Saint-Germain
- Supercopa da França: 2020
- Copa da França: 2020–21

### Prêmios individuais
- 60 jovens promessas do futebol mundial de 2017 (The Guardian)[8]
- 75º melhor jovem do ano de 2017 (FourFourTwo)[9]